# 銀河鉄道999 ANOTHER STORY アルティメットジャーニー
『銀河鉄道999 ANOTHER STORY アルティメットジャーニー』（ぎんがてつどうスリーナイン アナザー ストーリー アルティメットジャーニー）は、島崎譲による日本の漫画。『チャンピオンRED』（秋田書店）にて、2018年5月号から2025年4月号まで連載。島崎の体調不良により2022年9月号掲載分をもって一旦休載されたが、2024年12月号より連載を再開。本項では、関連性の深い和智正喜の小説『GALAXY EXPRESS999 ULTIMATE JOURNEY』についても解説する。
「松本零士 生誕80年記念企画」として連載が開始され、後述する『GALAXY EXPRESS999 ULTIMATE JOURNEY』と同じく、『銀河鉄道999』エターナル編の漫画版および、『銀河鉄道999 エターナル・ファンタジー』の完結編として松本零士が用意したプロットを基にしている。共作のきっかけは島崎が松本のファンでブログにファンアートを載せていたのが目にとまったからとされる。タイトルに「ANOTHER STORY」が付いているのは松本の描くエターナル編の分家的な位置付けのため。
内容的には『さよなら銀河鉄道999 アンドロメダ終着駅』に続く鉄郎の3度目の旅を描くもので、世界観や鉄郎の年齢・身なりも劇場版旧2作品を踏襲しているが、劇場版は鉄郎の成長物語に重点が置かれていたのが、今作は鉄郎とメーテルの純愛に重点が置かれているという違いもある。また原作エターナル編を含むさまざまな松本作品のキャラクターが多数登場する、ある種の「スターシステム」とも言える作品になっている。

## GALAXY EXPRESS999 ULTIMATE JOURNEY
『GALAXY EXPRESS999 ULTIMATE JOURNEY』は和智正喜の小説作品。元は同人誌で発表していた作品を再編成し、2012年から2013年にかけてグライドメディアより上下全2巻が出版された。『銀河鉄道999 エターナル・ファンタジー』の完結編として松本零士が用意したプロットを基にしている。
『銀河鉄道999 エターナル・ファンタジー』の続編という設定ながら、『宇宙戦艦ヤマト』や『超時空戦艦まほろば』の設定も組み込まれている。
2021年には復刻版が『小説 銀河鉄道999 ANOTHER STORY アルティメットジャーニー』のタイトルで秋田書店から出版された。全面改訂完全版と謳われているが、ヤマト関連が登場する部分が削除または違う内容に差し替えられている。

## 登場人物

### 主要キャラクター
星野鉄郎
メーテルと別れ999号で地球に戻った一年後から物語は始まる。少年から青年に成長した鉄郎は、機械化母星の崩壊により困窮化してメンテナンスできなくなった機械化人を救うために機械化人専門の診療所で助手として働いていた。機械化帝国の侵略から人類を解放した英雄として宇宙に名を馳せる存在だが、地球の平和復興を願って戦士の銃は封印していた。
ある日、機械化人の救済に奔走する鉄郎を「裏切り者」と見なす集団に襲われ殺されかけたところをエメラルダスに助けられる、そのエメラルダスから消失したメーテルを帰還させる使命を託され3度目の旅に出るが、メタノイド勢力から『最有害人物』に指定された鉄郎は命を狙われることになる。さらに始発駅となるディスティニーに移動中、メタノイドにより太陽が作為的に超新星化されて太陽系が消滅。レイラ・ディスティニー・シュラより太陽系再生の命も受けることになる。
想像を絶する苦しみも真正面で受けて立つ、メーテル曰く「泣いている人がいたら地獄でも駆けつける男」。劇場版旧2作に比べ目の輝きが増してより勇ましい顔つきになっているが、背はあまり伸びておらず団子鼻やガニ股の特徴もそのままである。またエキサイトすると歯が剥き出しの大口になるなど原作のテイストも持ち合わせたキャラとして描かれている。メーテルのことは「たとえ魔女でもどんな姿でも、自分にとってはたった一人の大切な人」と明言して真っ直ぐに愛している。特技は会った相手の顔と名前をその場で覚える映像記憶で、これで命拾いする場面もある。
メーテル
鉄郎と別れた後、小惑星に還った惑星大アンドロメダでエメラルダスと再会し、自分には残された機械化人を魂の安息の場へ導く最後の女王としての責務が残っているとして鉄郎との永遠の決別を表明するが、その後エメラルダスから譲り受けた惑星エスメラルダで機械化帝国の再建を目論むダークナスによりワルハラの半神ローゲに差し出され、コスモクリスタルで固められて囚われの身となると自身の細胞を素粒子レベルで分解してエネルギー解放することで大爆発を引き起こして脱出する。その衝撃波が暗黒宇宙に繋がる宇宙の穴を空け、呼び寄せたメタノイド勢力により太陽系が消滅させられる事態を引き起こす。
爆発により分解して宇宙に炸裂した実体は再生不能とされていたが、鉄郎がエメラルダスの言葉を信じて消失した宙域でメーテルの名を呼び続けると、それに応じてメーテルの身体が再構成されて鉄郎と奇跡の再会を果たす。その後はエスメラルダの統治を臣下に任せ、太陽系再生を目指す鉄郎の旅に合流する。
正式名は『メーテル・プロメシューム3世』。『宇宙一美しい姿をした時の輪を巡る魔女』として宇宙に名を轟かせる。エメラルダスには鉄郎と二度と会わないことを明言したが、実際は自身が他の者に落ちるくらいなら自身を消失させても鉄郎への愛を貫く程に鉄郎を愛しており、再会を果たした後は陰りの雰囲気が消えて鉄郎にデレたりアタックをかけたりと乙女らしい振る舞いも見せるようになった。瞳の色はイエロー。両利き。トランクは劇場版と異なる2本ベルトの革トランクを使用しているが、回想シーンでは劇場版と同じスーツケースが描かれている。
エメラルダス
メーテルの双子の姉。大アンドロメダでメーテルと再会し、唯一残った首都惑星で自身の宿命星であるある惑星エスメラルダをメーテルに譲り渡す。エメラルダスの口からプロメシュームやドクター・バンなどについて触れられ、鉄郎の近況などもメーテルに報告される。
メーテルとは意識の底で疎通し合っていたが突然存在が認識できない状態となる。運命で結ばれた鉄郎がメーテルを救出できる唯一の存在であることを確信したエメラルダスは、「あなたが呼べばメーテルは戻ってくる」と鉄郎に伝え、消失したメーテルを帰還させる使命を託す。その後、メタノイドの侵攻が始まると連合軍を結成すべく種族間の交渉役に回る。
宇宙一恐ろしい女海賊にして数少ない宇宙自由貿易商の資格を持つ。メーテルが自身の宿命に終止符を打ち、鉄郎と幸せになることを願っている。身なりは劇場版999で着用していた上下一体のボディスーツではなく、原作に準じた裾がスカート状になっている上着と白タイツの装束を着用している。
劇場版2作目のラストで自身もまた時の輪を巡る存在であることが本人の口から語られているが、本作に設定が引き継がれているかは不明。
ミーくん
トラジマのオス猫で鉄郎の飼い猫・大親友・人生の相棒、鉄郎と同じ鋼の意志を持つ偉大なネコさん。誰にでも懐きメス猫によくモテるが子供が苦手。旅に出た鉄郎を追って999号に強行乗車、その後正式にパスが発行される。鉄郎の頭の上がお気に入りの場所。
車掌
999号の車掌。運行ダイヤ・規則厳守の石頭は相変わらずで、融通が利かないことで鉄郎と度々衝突するが、自身は「鉄郎のことを嫌いになるなんて死んでもできない」と明言している。
劇場版2作目のラストでは元の体に戻る旨を鉄郎に宣言していたが、結局ガス体のままとなっている。
クレア
クリスタルガラスの身体を持つ999号のウェイトレス兼看護師。劇場版1作目のラストで鉄郎を守り身体が砕け死亡したはずだが、宇宙を彷徨っていた破片がフォトンにより再生されて生き返る。その際に鉄郎の持っていたクレアの破片が吸収され、鉄郎の意識の中にクレアが再生される様子が映し出される。
生身の体ではないが機械パーツを使っていないので純粋な機械化人でもなく、生命エネルギーの供給が絶たれた影響も受けていない。
カノン
999号の実体部品の電子妖精。機関車の人格をアバターにしたような存在だが、外観は美形の女性キャラで性格も温厚になっている。体温はボイラーと同調していて温かい。鉄郎を含めて過去に999号で旅をした全ての若者を知っている。列車内で乗客が強い思いを抱くと、その思いが伝わってくることがある。
車掌と対照的に冷静沈着で、いちいち大騒ぎする車掌をジト目で見ることもしばしばあるが、鉄郎には抱きついたり手を取り合ってはしゃいだりしている。

### 『地球』での登場人物
夜森院長
鉄郎が働く機械化人専門診療所の院長。旅立ちを決意した鉄郎を快く送り出してくれる。
姓こそ夜森だが容姿は小柄な沖田十三といった感じで髭も茶色など『新竹取物語 1000年女王』に登場する夜森大介とは名字以外の共通点はない。
ミライ
診療所で働いている看護師。鉄郎に想いを寄せているが鉄郎の心の中に大切な人がいることも知っており、999号で旅立つ鉄郎を「少しでも早く愛する人と会える事を祈っているわ」と言って見送る。
同じく同名キャラクターが『新竹取物語 1000年女王』およびTV版銀河鉄道999の最終話にも登場するが、いずれも容姿・性格共に異なり関連性はない。
機械化人の少年
鉄郎の診療所に運ばれた急患の息子。冥王星に保存されている生身の体を買い戻すために母親とボロボロになるまで働くが、ようやく冥王星までの切符を買える矢先に母親が診療所に運ばれてそのまま亡くなってしまう。同じような境遇に合った鉄郎は自分の身の上を話して少年を励ます。少年は元の体に戻って鉄郎と再会することを誓い冥王星に旅立つ。
ボルカザンダ3世
地球連邦総裁。市民生活の改善を最優先に尽力していると謳いつつ富裕層の居住区ばかり復興している。その正体はメタノイド勢力が潜入させたスパイで、太陽を超新星化させて太陽系を消滅させる「太陽系消滅計画」の手引きをする。

### 『地球出発〜ディステニィ』での登場人物
古代将
ビッグアース移民船団を護衛しているグレートヤマトの艦長。999号とすれ違う際に鉄郎に敬意を表して艦橋から敬礼する。ビッグアースに膤を残している。
有紀学
空間鉄道警備隊SDFの隊員。鉄郎をレイラの元に送り届ける警護を命じられる。姉はアルカディア号に乗船している有紀螢。詳細は『銀河鉄道物語』を参照。なお『銀河鉄道物語 〜忘れられた時の惑星〜』においてもエターナルに向かう鉄郎とSDF隊員の学が共演しているが、シナリオとしての繋がりは無くパラレルワールド的な扱いになっている。
他にバルジ、ルイ、キリアンも登場する。
レイラ・ディスティニー・シュラ
銀河鉄道管理局の総司令。999の経路を変更して鉄郎を太陽系再生への旅へ誘う。『運命』を司るワルハラの女神でもある。メーテルとは旧知の仲。

### 『大王星』での登場人物
ヘルマザリア
メタノイドの百人隊長（センチュリオン）の一人で『地獄の聖母騎士』と呼ばれる。メタノイド勢力の『最有害人物』である鉄郎を討ち取りに現れるが、戦いを通じて互いの高潔さを知ることで敵同士でありながら信頼関係が築かれる。
騎士道を重んじる誇り高さがあり、太陽系消滅計画に最後まで反対していた。対峙したツィスト・バレルに腹部を打ち抜かれ、助からないと覚悟したことからツィスト・バレルの艦に特攻して差し違える最後を迎える。
容姿は姫カットのロングヘアに切れ長の目を持つ長身スレンダーで、クーゴがデレデレになるほどの美女。
ツィスト・バレル
ヘルマザリアと同じ百人隊長の一人だが、目的のためなら卑劣な行為も辞さない徹底した戦果主義者。道義や博愛といった精神論を並べるヘルマザリアをヘドが出るほど嫌っており、鉄郎と巻き添いにして一緒に葬ることを目論むが、ヘルマザリアの決死の特攻を受けて宇宙に散る。
オーロラ姫
ワルハラ出身の女神で大王星を統治する。普段は先生として身寄りのない子供たちの母親代わりも務める。『SF西遊記スタージンガー』のキャラだが容姿・性格は全く異なる。
ジャン・クーゴ
大王星強化サイボーグ要人警護騎士団『スタージンガー』の一員。ヘルマザリアに襲われた鉄郎を救護する。標的を仕留めるのに敵味方見境なく発砲しまくる熱血漢で、鉄郎曰く「スタージンガーの破壊担当」。アストロボーから撃ち出されるエネルギー弾は999号の無限電磁バリアを破る威力があり、ヘルマザリアを仕留めるのに999号を穴だらけにしてドッグ送りにする。
他にドン・ハッカ、サー・ジョーゴも登場する。

### 『エスメラルダ〜大テクノロジア』での登場人物
ダークナス
かつてのプロメシュームの側近。プロメシュームを狂信しており容姿を真似てプロメシュームの後継者を名乗っている。かつての大帝国が支配する機械化世界の復活を目指し、手始めに惑星エスメラルダをメーテルから奪って「新機械化帝国」を建国するが、アルカディア号の総攻撃を受けたことでエスメラルダを放棄して逃亡。その後、メタノイドの援助を得て宇宙空間に移動要塞を建造する。
ガイゼル
黒騎士ファウストに似た容姿の機械化人。錆だらけでボロボロの外装をしており、エスメラルダで生命エネルギーの尽きた同胞たちの墓守をやっていたが、エスメラルダに降臨したダークナスに忠誠を誓うことで生命エネルギーを得て外装が綺麗になる。その後ダークナスと共にエスメラルダを脱出、移動要塞建造の折に生きた管理システムとして要塞の中枢に組み込まれ実体を失う。
ファウストと似ていることについて当人は「よく間違えられる」と言っているが、鉄郎を「過度な甘やかしはしない」と言いながら陰で手助けをしたり、ハーロックに「今度は死ぬなよ」と言われたりと、ファウストと同一人物であることを示唆する描写も見られる。
ファルカン侯爵、パーセル男爵
ピカピカの外装をした機械化人の貴族。エメラルダスに命ぜられて惑星エスメラルダの代行統治を行っていたが、ダークナスに脅されて新女王に着任したメーテルをローゲに差し出す手引きをする。その後メーテルが復権すると「命果てるまで惑星エスメラルダに尽くし続ける」罰を与えらる形で再び統治を任される。二人ともオドオドした性格。
ローゲ
ワルハラ王の気まぐれでワルハラ族と巨人族の遺伝子を掛け合わせて造られた半神。「宇宙一醜い」を自負する。メーテルの噂を聞き「醜い姿の自分でも魔女のメーテルならば受け入れてくれるかもしれない」という僅かな希望からワルハラの艦を盗み出してアスガルドを脱出。その後、エスメラルダを破壊すると脅してダークナスにメーテルを差し出させ求婚するが、拒絶された上に鉄郎への愛を誓う言葉を残して自爆されたことから、今度は鉄郎を生け捕りにして差し出すようダークナスに指示する。
ハーロック
鉄郎の師にして兄にして魂の友。鉄郎とメーテルを乗せた999号がエスメラルダ王宮都市の大型砲に撃ち落とされそうになった絶体絶命のタイミングで現れて窮地を救う。その後、ドッグ入りした999号に代わってアルカディア号で鉄郎とメーテルを惑星アスガルドに送り届ける。
「逃げる者は追わず、やられたら10倍にしてやり返す」が流儀。
真田
惑星大テクノロジアの市長でハーロックの友。
ハーロックが親友というのは「ハーロックの正体は古代守」という『宇宙戦艦ヤマト』の初期段階で存在した設定に基づく。
有紀螢
有紀学の姉でアルカディア号の乗務員。鉄郎が弟の学と懇意にしていることもあり、アルカディア号に乗船した鉄郎をいきなり『女子会』でもてなしてハーロックを閉口させる。容姿は髪が腰まで伸びて『SPACE PIRATE CAPTAIN HERLOCK OUTSIDE LEGEND 〜The Endless Odyssey〜』に近いイメージになっている。鉄郎のことは初対面の時は「鉄郎さん」と呼んでいたが女子会の後は「鉄郎くん」になった。
他に台羽正、ヤッタラン、魔地、マスさんも登場する。
ミーメ
本作では長生きが特徴のニーベルング族の女性という『ニーベルングの指環』の設定が適用されている。8000年くらい前にアスガルドに少しだけ住んでいたことがあり、アスガルドを酷く嫌っている。鉄郎がアスガルドに上陸する際にミーくんを預かってくれる。
トチロー
劇場版1作目で鉄郎により精神がアルカディア号の中枢大コンピュータに転送され、アルカディア号に魂を宿す存在となっている。アルカディア号に乗船した鉄郎と再会し、レバーを下ろして精神だけの存在にしたのが正しい判断だったのかをずっと悩み続けていた鉄郎に対して、不屈の意志でレバーを下ろした鉄郎の勇気を称え、改めて謝意を伝える。

### 『アスガルド』での登場人物
ヴォータン
ワルハラの神々の王。アスガルドの王宮で世界の終わりをひたすら嘆き続けているだけで、ダークィーンに「これが光の宇宙の最高神…？」と見くびられる。
フリッカ
ヴォータンの妻で芳醇の女神。脳天気でマイペース、おしゃべりが好き。
ブリュンヒルデ
ヴォータンの娘でワルキューレ9人姉妹の長女。知的で生命力に溢れている。アスガルドに降り立ったメーテルを危険人物と見なし、客人として王宮に連行する。
ロキ
ローゲと同じ細胞から別れて生まれたクローン兄弟。ローゲに比べ臆病なためアスガルドに留まり巨大なゴミ捨て場の穴の底でひっそりと暮らしている。光る目玉を取り外して懐中電灯のようにすることができる。
ハーゲン
ラインの黄金が沈んでいる湖の渡し守。ラインの黄金を狙う挑戦者を湖のほとりからラインの乙女がいる岩山まで運んでくれる。鉄郎を「チンチクリン」と呼ぶ。
ヴォークリンデ、ヴェルグンデ、フロースヒルデ
『ラインの乙女』と呼ばれる三姉妹。ラインの黄金を守るためにワルハラ王により試験管で造られた。美しい乙女だが手足がひれ状になっているため魔物として扱われている。体が弱くラインの黄金が放つエネルギーを浴び続けないと生きていけない。

### 『名も無き惑星』での登場人物
ロウェル
ヘルマザリアの息子。鉄郎を無念の死を遂げた母親の仇として討ち取りに現れる。母親への情が強く、母親を亡くした悲しみを憎しみに変えて紛らわしている。
原作エターナル編では幼少期のロウェルが登場したが、本作では青年期のロウェルが登場する。
ティア
ヘルマザリアの娘でロウェルの妹。任務だと思ってロウェルの仇討ちに加担するが、心の底では兄の行いが正しいことなのか葛藤している。
ロウェル同様に青年期の姿で登場する。
ナニカ
生命体がいないはずの惑星上で繁殖していた猫に似た小動物。出会ったばかりのミーくんと打ち解けたことで、違う生命体でも出会うことで分かり合える可能性があるという気付きをメタノイドに与える。
「ナニカ」自体は松本零士作品にたびたび登場する謎の動物キャラクターである。

### 『大地球』での登場人物
銭湯の女将
大地球で鉄郎とメーテルが立ち寄った銭湯の女将。鉄郎とメーテルが入浴中に居眠りしてしまい服とパスと荷物が盗まれてしまうが、999号出発当日の朝に「盗まれた物が戻ってきた」として盗まれた物を届けてくれる。
ラーメン屋の夫婦
大地球でラーメン屋「やよい亭」を営む夫婦。身ぐるみ剥がされて行く当てもない鉄郎とメーテルを住み込みで雇ってくれる。メーテルと同じ年格好の娘がいたが対メタノイド戦に技術者として志願して戦死している。
住み込みで働いている際にメーテルが「母がラーメン店の娘だった」と打ち明けていることから、「やよい亭」の店名はメーテルの母親がラーメン屋の娘だった時の地球人名「雪野弥生」にかけられていると思われる。
山本ワダチ
バイトで生計を立てながら研究者を目指している青年。いわゆる「大四畳半シリーズ」のおいどんキャラで、四畳半一間のボロアパートで大量の本の山に囲まれて生活している。バイト代は殆どが本代で消えていつも貧乏。やよい亭のラーメンが好物。
静かに勉強できる環境を求めて移民船で大地球に移民したが、地球に残った両親は太陽系消失と命運を共にし、自身も多くの若者が対メタノイド戦に志願する中、ぬくぬくと生活している今の自分がが正しいのかに苦悩し、鉄郎も太陽系再生と今にも宇宙に散っているたくさんの命を救うことの、どちらが優先されるのかを考えさせられることになる。
『ワダチ』に同名キャラクターが登場。

### 『ヘビーメルダーII』での登場人物
ドップラー
プロメテ星系の総統。メタノイドとの一進一退の状況を打破するため、恒星系を丸ごと吹き飛ばす最終兵器『ドップラー砲』の使用を提言するが、真の目的は兵器の威力を誇示して独裁者としての支配力を強めるため。
小説版ではデスラーが同じ役回りを演じていた。
ヘチ
ドップラー総統の第一参謀。『ドップラー砲』使用の投票が賛成多数になるように裏で工作する。
一文字タクマ
大地球防衛軍の代表者。『ドップラー砲』使用の採決を取る会議で賛成票を投じるように脅されて断ったためドップラーの部下に襲われる。『惑星ロボ ダンガードA』に同名キャラクターが登場。
ゾル
メタノイド戦に参戦している第三星系団トカーガ族戦士代表。一文字タクマと同様に『ドップラー砲』使用の採決を取る会議で賛成票を投じるように脅される。ハーロックとは友の関係。容姿は漫画版『宇宙海賊キャプテンハーロック』に登場した同名キャラクターに準ずる。
ラフレシア
メタノイド戦に参戦しているマゾーン族の女王。『ドップラー砲』使用の採決を取る会議に現れ、エメラルダスに負けず劣らずの威圧を放つ。

### 『レオナルドの夢の中』での登場人物
レオナルド
中世の宮廷画家。現実世界では依頼主に指図されて思い通りの絵が描けないため、夢の中で自分が納得いく最高傑作を描こうとするが、夢の中にも依頼主が悪夢となって現れる。
メーテルがラインの指環を光らせたことで支線が出現して999号ごと彼の夢の中に誘導される。夢の中に現れたメーテルを理想のモデルだとして自身の最高傑作を描こうとする。『天使の時空船』にも同名キャラクターが登場。

### その他
フォトン
エターナル星の女王で光と再生の女神。破片となって宇宙を彷徨っていたクレアを蘇らせる。太陽系再生の旅を経て鉄郎が対面を果たしたときにはエネルギーの殆どを使い果たしたことで人の姿を保てなくなっており、宇宙を漂う素粒子の光の渦と化していた。『火聖旅団 ダナサイト999.9』にも同名キャラクターが登場。
ダークィーン
暗黒宇宙の女王。光の宇宙の最高神を求めて素粒子の集合体の姿でアスガルドに現れるが、ワルハラの王が見込み違いと分かるとアスガルドに大量の暗黒物質をばら撒いて去って行く。その際にワルハラ宮殿にいたメーテルを一目見て、宇宙を破壊するに匹敵するエネルギーを秘めていると見立て、自分と対の存在となる光の宇宙の真の支配者であると認識する。
アンタレス、ミャウダー、老パルチザン、リューズ、メタルメナ
鉄郎の回想シーンで登場。

## 停車駅
地球（メガロポリス中央ステーション）
鉄郎の生まれ故郷で生命の源となる母なる星。鉄郎を送迎するために停車し、地球からディスティニーまでは回送扱い。「さよなら銀河鉄道999」で崩落したカタパルトレールは一年で復旧している。鉄郎が999号で出発した後、メタノイドの太陽系超新星化計画により太陽系もろとも消失する。
作中で日本の高度経済成長期が1250年前の出来事、1000年前には地球人類滅亡の危機が訪れるが宇宙戦艦ヤマトの活躍により救われたと語られており、年代的には西暦3200年前後の世界である。
ディスティニー
始発駅。銀河鉄道株式会社の本社所在地。ここで999号の運行区間が「ディスティニー - エターナル（アルテメータ星系経由）」に設定され、鉄郎に新しいパスが発行される。
大王星
ワルハラの女神オーロラ姫により統治されている。全宇宙へのギャラクシーエネルギー供給を目的とする星で、住人は数十人の専門技師と王宮警備のサイボーグ部隊とオーロラ姫が面倒を見ている身寄りのない子供達しかいない。
劇場版1作目が公開された際に発刊された『銀河鉄道大時刻表』では、大オリオン線を運行する222号（ビオナス2号）の終着駅に設定されていた。
エスメラルダ
機械化帝国で唯一残った首都惑星。他の首都惑星と違い開発が進んでおらず、砂塵が舞い干からびた大地が広がる荒廃した地表に王宮や居住区が点在している。女王メーテルが生体エネルギーの尽きた機械化人の魂の安息の地に再開発することを目指していたが、メーテルを失脚させたダークナスがメタノイドと手を組んで数ヶ月で要塞都市に作り変える。
大テクノロジア
高度なテクノロジーを持つ永世中立星で、敵味方関係なく修理工場とテクノロジーを提供している。科学技術の先端を行く惑星であるが、自然保衛にも力を入れており大地は緑や自然が豊富である。999号の修理のために臨時停車。市長はハーロックの盟友の真田。
原作エターナル編と同じ自然と科学と人の英知が一体となった惑星として描かれているが、原作と異なり惑星自体は光り輝いておらず外宇宙から見ると緑色の惑星に見える。
アスガルド
神に匹敵する能力を持つワルハラ族が暮らす星。ラインの黄金の力で発生させた強大な宇宙嵐で惑星を覆って守っている。何もしなくても生きていける楽園のため住人は道端で寝転がっているだけの自堕落な生活をしている。
車掌によると「アスガルドの宇宙嵐は999号の動力では突破できない」とのことで、惑星上に駅があるのかも不明。
大地球（ビッグアース）
数年前に発見された地球そっくりの惑星で、地球より大きいので大地球（ビッグアース）と呼ばれる。元は機械化人に追われた人類が新天地を求めて開拓した星だったが、太陽系の消滅により地球人の生き残りが暮らす星となった。住民会議により高度経済成長期の日本を模した街並みになっている。
原作アンドロメダ編の「明日の星」に似ているが、こちらはレトロなのは景観だけでロボットタクシーが走行していたりとインフラはハイテクである。また銀河鉄道の存在も公になっている。
『ワダチ』ではカミヨ計画の移住先として同名の惑星が登場する。
ヘビーメルダーII
アルテメータ星系におけるトレーダー分岐点。ローカル線を含む多数の列車が往来している。砂と砂塵だけの星で何も楽しみがないため、乗客へのサービスとして銀河鉄道管理局が設営したテーマパーク『ガンフロンティア』が提供されている。
エターナル
終点。太陽系再生の鍵を握る女王フォトンの母星であり、フォトンの力の源でもある。フォトンによれば自身と共に惑星エネルギーの殆どを使い尽くしたとのことで、星としての形を留めているのかも不明。

### 停車駅以外の惑星・空間
大アンドロメダ
かつての機械化大母星。劇場版2作目にてサイレンの魔女に飲み込まれたことで外装の都市が削ぎ落とされ、プロメシュームとメーテルが乗ってきた宇宙船の残骸が残る元の小惑星の姿に還っている。難を逃れた機械化人は唯一残った首都惑星である惑星エスメラルダを避難先として移り住んでいる。メーテルやエメラルダスは定期的に訪れて祈りを捧げたり花を手向けたりしているようである。
第3惑星（中央ステーション）
正式名称「アンドロメダ大星雲第46番恒星第3惑星」。メーテルが惑星エスメラルダ行きの在来線特急に乗車する際の乗車駅として利用。
名も無き惑星
開発が途中放棄された星。鉄郎に戦いを挑むロウェルに停車を強要されたため、正規の路線を外れて臨時停車。結果的に脅しに屈して規程を曲げたことになり車掌は号泣する。
銀河鉄道管理局のデータでは大気のみ存在して生命体は存在しない惑星の筈だったが、実際は植物やナニカが繁殖していた。
レオナルドの夢の中
精神エネルギーにより作り出された次元空間と思われる他人の夢の世界。ラインの指環が放つ光の作用で出現した支線に誘導され脱出できなくなったため臨時停車。カノンは状況が解析できずパニックに陥る。

## メカニック

### 車両
超特急999号
形式C62-48。客車、食堂車、寝台車が連結されていて診療室も備わっている。装甲車は増結されることがなく無限電磁バリアで守られる以外はやられっぱなしで、修理しては破壊されてドッグ入りを繰り返している。外観は劇場版に準じ炭水車にスリーナンバーのエンブレムマークは付いてない。詳細は『999号』を参照。
メーテルにとっては数えきれぬ旅を共にした存在で自分の家でもある。
ビッグワン
空間鉄道警備隊シリウス小隊の戦闘列車。999号の護衛に付くがエスメラルダ防衛衛星の集中砲火で全壊して大テクノロジアの再生措置を受けることになる。詳細は『銀河鉄道物語の戦闘列車』を参照
飛龍
空間鉄道警備隊ケフェウス小隊の戦闘列車。惑星ディスティニーに向かう999号の警備に当たる。
特急37号
地球から冥王星への直行便。車体に「037」のマーキングがある。生身の体が保存されている氷の墓に行くのに利用される。
アンドロメダ37号
在来線特急、惑星エスメラルダ行き。車体に「024」のマーキングがある。メーテルが新女王として惑星エスメラルダへ赴く際に乗車。

### 戦艦・その他
アルカディア号
ハーロックの宇宙戦艦。詳細は『アルカディア号』を参照。
クイーン・エメラルダス号
エメラルダスの宇宙船。詳細は『クイーン・エメラルダス号』を参照。
ビッグアース移民団
200艇余りで構成される大地球（ビッグアース）への開拓移民を乗せた太陽系連邦所属の恒星間航行船団。
グレートヤマト
1000年前に地球人類滅亡を救った伝説の戦艦を転生させた太陽系連邦旗艦。『ビッグアース移民団』の護衛に当たる。艦長は古代将。詳細は『グレートヤマト』を参照。
スタークロー
ジャン・クーゴの小型戦闘機。コクピットもあるが専らキャノピーの上に立って金斗雲のように乗りこなしている。
メタノイド艦
メタノイドの大型艦。惑星を破壊する威力を持つ惑星破壊砲を備える。
ワルハラの艦
ワルハラの神々の大型艦。鳥の形をしていて頭の部分にリングが浮かんでいる。
宇宙空母ゾネス
円盤の形をしたマゾーンの主力戦闘艦。大テクノロジアへ向かう999号の前にクイーン・エメラルダス号に引き連れられた大艦隊が登場する。
コスモゼロ
小型飛行艇。真田が大テクノロジアに到着した鉄郎たちをホテルに送迎する際に使用。オリジナルは単座もしくは複座の戦闘機だが本作では複数人が乗れるリムジンのようになっている。
フライングカート
2人程度乗れる浮遊カート。様々な種類があり囲いの柵の力を入れた方向に進むようになっている。
ゾルの小型艇
カブトガニの形をした飛行艇。小型だが高性能で恒星間の航行が可能。ゾルがヘビーメルダーIIに訪れる際に使用。『さよなら銀河鉄道999』でも同じデザインの大型艦が機械化人の戦闘艇として登場する。
ダークライド
ダークィーンの座乗艦。ダークィーンが光の宇宙の生命体に姿を見せるときの船で、自身の仮の姿でもある。
新機械化帝国移動要塞
ダークナスがメタノイドの援助を得て建造した球状の移動要塞。強力な磁場を発生させて999号を捕獲する。中枢部にガイゼルを生きた管理システムとして組み込んでおり、自身の生体エネルギーで要塞全体を支えている。

## 作品世界解説
銀河鉄道株式会社
本作では空間鉄道警備隊（SDF）が在籍する『銀河鉄道物語』ベースの事業体となっている。本社も太陽系消滅以前から惑星ディスティニーに所在している。鉄道設備のメンテナンスを行う「銀河鉄道管理会社」が別に存在する。
機械化人
機械化母星の崩壊により生命エネルギーの供給が止まったことから、元の生身の体に戻らない限りエネルギーが枯渇して朽ち果てるのを迎えるだけの存在となった。勢力自体が弱体化したため人間による排斥運動も盛んになっている。
人間狩り
かつては機械化人の権利として公然と行われていたが、機械化帝国の消滅と共に非合法化されて権利を失っている。それでも生きた人間の生命エネルギーを得ないと生きていけないことから、隠れて人間狩りを行う機械化人が存在する。
戦士の銃
鉄郎が所有する「機械人間を倒せるただ一つのコスモガン」と言われる銃。地球を旅立つまではトランクにしまって封印していたが、レイラに「これまでに遭遇したことのない強大な敵が常に命を狙ってくる」と予言されてからは常に身に付けるようになる。
原作のエターナル編では「コスモドラグーン」の呼称が浸透しているが、本作では劇場版旧2作の流れを汲んで一貫して「戦士の銃」と呼ばれている。また公式設定では2979年にトチローが製作したことになっているが、本作の時系列では西暦3200年前後にトチローが存命していたことになるので整合性を欠いている。
夜森機械化人専門大診療所
惑星大アンドロメダから地球に戻った鉄郎が助手として住み込みで雇ってもらった機械化人専門の診療所。メガロポリス駅近くの復興が進んでいない下町界隈の一角にある。院長曰く「給料安い」「仕事きつい」「機械化人を恨む暴漢によく襲われる」でいいとこなし。
地球連邦
ボルカザンダ3世を総裁として戦乱後の地球全体を統治する連邦政府。富裕層の居住地区だけ復興させて復興完了を宣言しており、一般市民の評判は良くない。
暗黒宇宙
138億年前のビッグバンで光の宇宙（我々の宇宙）と共に生まれたとされる光のない暗黒の宇宙。女王ダークィーンにより統治されている。
メタノイド
暗黒宇宙の住人である金属生命体。機械化人とは異なり生体組織自体が金属でできている。人間に比べて運動能力が桁違いに高く宇宙を自由に移動することもでき、また再生能力が高く体の一部が切断されても切断面を合わせることで繋げることができる。心臓が小型の核融合炉で生命活動が停止すると星ひとつ吹き飛ばす大爆発を引き起こす。
メタノイド大帝星
メタノイドの国家。生存権拡大と支配権行使を目的として光の宇宙へ侵攻する。
太陽系超新星化計画
メタノイドにより実行された、生命の源となる星系の恒星を作為的に超新星化させることで生態系を根絶やしにする計画。太陽系が真っ先に標的にされ、地球を含む太陽系が消滅した。
宿命星
ラーメタルの王族に与えられる、古の習わしに従い自身と添い遂げる宿命の惑星。メーテルには「惑星メーテル」、エメラルダスには「惑星エスメラルダ」が与えられたが、惑星メーテルは劇場版1作目で消滅しており、惑星エスメラルダは崩壊した惑星大アンドロメダの避難先となっている。
キャラクシーエネルギー
大王星の放射塔から全宇宙に向けて放出されている宇宙エネルギー。有機生命体の遺伝子を宇宙放射能から守る働きがあり供給が止まると全宇宙の生命活動に支障が生じると言われる。エネルギーをシールド化するとメタノイド艦の主砲攻撃を跳ね返すほどのパワーがあり、999号も動力エネルギーの一部として供給を受けている。エネルギーのコントロールはワルハラの女神の一人であるオーロラ姫が行っている。
新機械化帝国
プロメシューム2世の側近であったダークナスが、かつての機械化帝国の再建を掲げメタノイドを後ろ盾にして立ち上げた国家。メーテルを失脚させて惑星エスメラルダを帝国化するつもりだったが失敗し、宇宙に逃れて移動要塞を建造する。
光の宇宙防衛連合軍
メタノイドに対抗するためにエメラルダスの働きかけで結成された光の宇宙の連合軍。マゾーン族、トカーガ族、大地球防衛軍などが参戦。地球は連合軍結成以前に消滅している。
ワルハラ族
神に匹敵する長寿力と特殊な力を持った一族で自らを「ワルハラの神」と呼ぶ。宇宙に多大な影響を及ぼす力を持つことから、何重もの重力場の渦で囲んだ惑星「アスガルド」に引きこもって静かに暮らしている。レイラやフォトンはかつて宇宙に危機が訪れたときにアスガルドを飛び出したワルハラの女神である。
コスモクリスタル
ワルハラの神が生み出した赤色巨星並みの高温と圧力に耐えられる強化ガラス。ローゲがこの溶液を使ってメーテルを固めたが、メーテルが自身の細胞を素粒子レベルで分解してエネルギー解放したことで打ち破られる。
宇宙の穴
メーテルが自身をエネルギー解放したことで発生した衝撃波が宇宙の壁に激突したことで開いた穴。暗黒宇宙と繋がっておりメタノイドが侵攻するきっかけとなる。
女子会
アルカディア号の女性クルー達（有紀螢、ミーメ、ますさん）の飲み会。酒豪揃いなのでワイン、ウイスキー、日本酒とあらゆる酒瓶がずらりと並ぶ。男性クルーはハーロックを含めて一度も呼ばれたことがなく、アルカディア号に乗船した鉄郎が呼ばれたのが初となった。
元は漫画版『宇宙海賊キャプテンハーロック』で、男性クルー全員が羽を伸ばすのにヘビーメルダーに上陸して居残り組になった女性陣で飲み始めたのが始まり。
ラインの黄金
アスガルドの地底湖の底に沈んでいる黄金の塊。宇宙の法則すら変えてしまうエネルギーを秘め、手に入れた者は世界を制すると言われている。太陽系を再生するためには女王フォトンの力を持ってしてもエネルギーが足りないため、この黄金のエネルギーがどうしても必要とされる。エネルギーを過度に放出させると急激に劣化が進み最後は粉砕する。
ラインの指環
鉄郎がラインの乙女の命を救うためにラインの黄金のエネルギーを使い切ったことで砕け散った際に残った破片。中央にドクロの紋様のある指輪の形をしている。指輪自体は鉄郎からメーテルの差し出した左手の薬指に捧げられた。光らせることで他人の夢の中に入り込んだり悪夢を吹き飛ばしたりと様々な効果を発揮する。
やよい亭
大地球で服とパスを含む荷物一式が盗まれた鉄郎とメーテルが、身を寄せるのに住み込みで雇ってもらったラーメン屋。鉄郎は店主の服を借りて出前と洗い場担当、メーテルは店主の亡くなった娘の服を借りて店員として働く。メーテルが看板娘になったことで「もの凄い美人のアルバイトが働いている」と評判になり大繁盛する。
夫婦で営むラーメン屋の元で看板娘として働くメーテルの姿は、彼女の母親である『新竹取物語 1000年女王』の雪野弥生を彷彿させるものとなっている。
ガンフロンティア
ヘビーメルダーIIで999号の乗客向けに提供されているテーマパーク。専用停車駅『テーマパーク・ガンフロンティア駅』が設けられていて、改札がそのまま入場口になっている。停車時間が60時間と長い上に岩と砂塵だけの惑星で何の楽しみもないことから、乗客を退屈させないように銀河鉄道管理局により創設された。広大な土地は過去の地球の西部開拓時代を模しており、ロボットホースに乗って移動しているとイベントに遭遇して様々なアトラクションが楽しめる趣向になっている。武器の持ち込みは禁止されているので改札で預けることになる。
ドップラー砲
トップラーが対メタノイド戦の切り札として使用を提言する最終兵器。恒星系一つを破壊する威力があるが、射程範囲が広く味方を巻き添えにする運用が前提となる上に、メタノイドにも恒星系を吹き飛ばす兵器があることから最終兵器の応酬に発展する懸念があり、使用には賛否が分かれている。
小説版ではデスラーとデスラー砲が同じ役割で登場する。

## 書誌情報
- 松本零士（原作・総設定・デザイン）・島崎譲（漫画）『銀河鉄道999 ANOTHER STORY アルティメットジャーニー』秋田書店〈チャンピオンREDコミックス〉、全9巻
  1. 2018年12月1日初版発行、ISBN 978-4-253-23941-7
  2. 2019年3月25日初版発行、ISBN 978-4-253-23942-4
  3. 2019年9月15日初版発行、ISBN 978-4-253-23943-1
  4. 2020年3月1日初版発行、ISBN 978-4-253-23944-8
  5. 2020年9月25日初版発行、ISBN 978-4-253-23945-5
  6. 2021年3月25日初版発行、ISBN 978-4-253-23946-2
  7. 2021年9月25日初版発行、ISBN 978-4-253-23947-9
  8. 2022年7月1日初版発行、ISBN 978-4-253-23948-6
  9. 2025年4月25日初版発行、ISBN 978-4-253-23949-3